# Apatanodes
Apatanodes is een geslacht van schietmotten van de familie Hydrobiosidae.

## Soorten
- A. brachytergum (OS Flint, 1974)
- A. sociatus L Navas, 1934